# Tragikomedie

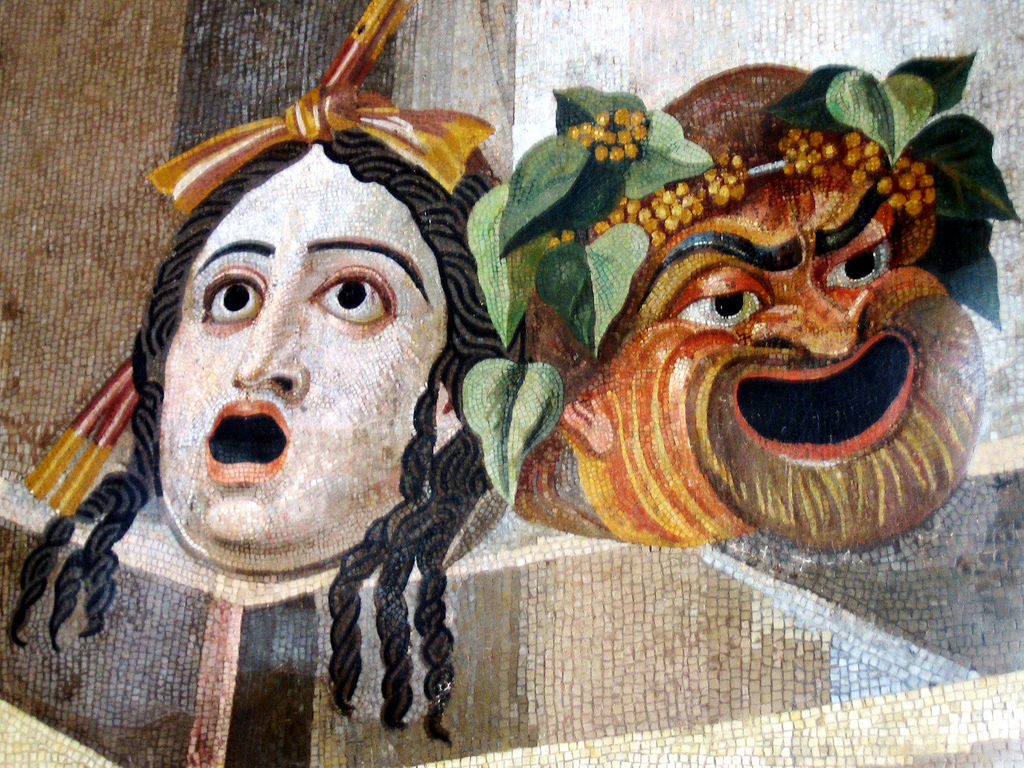
Masky představující Drama a Komedii. Zhruba z druhého století.

Tragikomedie je drama (či obecně vyprávění) kombinující závažné a veselé prvky do té míry, že jej nelze označit ani za komedii, ani za tragédii. Slovo vzniklo složením názvů těchto dvou základních druhů divadelního dramatu.
Míra zastoupení humorné a závažné složky může být různá, žádná by ale neměla jasně dominovat. Tragikomedie může mít komediální zápletku s prvky tragédie (smrt, válka apod.), nebo může být naopak založena na podání závažného tématu (smrt, zločin, válka nebo např. i Holokaust) s humorem a nadhledem. Z klasického pohledu může jít jednoduše i o drama se šťastným koncem (v něm se ale v zásadě nemusí vyskytovat humor). 
Nejznámějším tragikomickým románem v české literatuře jsou Haškovy Osudy dobrého vojáka Švejka za světové války.

Mezi slavné tragikomické filmy patří např. Život je krásný, Stepfordské paničky nebo Mary a Max. Také v českém filmu je žánr tragikomedie velmi oblíben, typickým příkladem jsou např. Pelíšky. Často zmiňovaným žánrem v českém kontextu je „hořká komedie“. 